# Pipin II. Prostřední
Pipin II. Prostřední také Pipin II. z Herstalu (635? – 16. prosince 714 Jupille) byl franský vojevůdce, který od roku 680 až do své smrti v roce 714 vládl franské říši jako majordomus královského paláce. Po dobytí všech franských království přijal titul vévoda a princ Franků.
Úřad majordoma královského paláce v Austrasii získal v roce 680 a následně účastí v několika bitvách rozšířil svou moc. Dobytím Neustrie a Burgundska v roce 687 sjednotil rozdělená franská království. V zahraničních bitvách zvýšil moc Franků tím, že si podmanil Alamany a Frísy. Zahájil také proces evangelizace na území dnešního Německa. Pipinova politika byla pozoruhodná výrazným vlivem na merovejskou královskou autoritu, kdy z pozice majordoma převzal moc nad merovejským králem. Merovejští králové se během jeho vlády stali pouhými loutkami (Roi fainéant), jejich moc byla pouze formální. Své moci využil i při jmenování svého nástupce v úřadu majordoma, do něhož jmenoval svého vnuka Theudoalda. To se však nelíbilo dalšímu Pipinovu synu, mocnému Karlovi Martelovi. Po Pipinově smrti celá situace vyústila v občanskou válku, z níž Karel Martel vyšel jako vítěz.

## Životopis
Pipin byl synem mocného franského šlechtice Ansegisela a díky sňatku Ansegisela s Beggou byl vnukem Pipina I. Staršího. Byl také dědem Pipina III. Krátkého a pradědem Karla Velikého. Manželství Ansegisela a Beggy spojilo dva významné rody, Pipinovce a Arnulfingové, čímž položili základy k budoucí karolínské říši. Pipin II se pravděpodobně narodil v Herstalu, kde také leželo centrum jeho moci.

### Vzestup k moci
V úřadu majordoma Austrasie bojoval spolu s Martinem z Laonu proti neustrijskému majordomovi Ebroinovi, který také chtěl získat moc nad franským území. Ebroinovi se podařilo zvítězit v bitvě u Lucofaa a byl blízko k tomu, aby sjednotil všechny Franky pod svou vládu. Nicméně v roce 681 se stal oběti jeho četných nepřátel, kteří ho zavraždili. Pipin toho využil a okamžitě uzavřel mír s Ebroinovým nástupcem Warattonem.
Warattonův nástupce Berchar a neustrijský král Theuderich III. na nátlak neustrijské šlechty ukončili s Austrasii přiměří a vyhlásili válku. Krátce nato, v roce 687 byli Theuderich III. a Berchar poraženi v bitvě u Tertry a stáhli se do Paříže, kam je Pipin pronásledoval Pepin a vynutil si mírovou smlouvu s podmínkou, že Berchar opustí úřad majordoma. Pipin získal moc nad franskou říší a začal si říkat vévoda a princ Franků (dux et princeps Francorum). Ansfléda, vdova po Warratonovi, chtěla s Pipinem znovu uzavřít mír a tak nechala svého zetě Berchara zavraždit a svou dceru, vdovu po Bercharovi Anstrudu provdala za Drogona z Champagne, nejstaršího syna Pipina.
Během následujících let si Pipin podmanil Alemany a Frísy. Mezi lety 690 a 692 dobyl Utrecht, což mu umožnilo kontrolovat důležité obchodní cesty na Rýnu. Podporoval misionářskou činnost Willibrorda. V roce 695 jmenoval Drogona majordomem Burgundska a Grimoalda, majordomem Neustrie. Kolem roku 670 se oženil s Plektrudou, která zdědila značné majetky v oblasti Mosely. Byla matkou Drogona a Grimoalda, oba ale zemřeli dříve než jejich otec. Pipin však měl také milenku (či druhou manželku) jménem Alpaidu, která mu porodila další dva syny, Karla Martela a Childebranda.

### Smrt a následnictví
Těsně před Pipinovou smrtí ho Plektruda přesvědčila, aby vydědil své syny, které měl s milenkou Alpaidou, ve prospěch svého vnuka Theudoalda (syn Grimoalda), který byl sice ještě malý kluk pod kontrolou regentky Plektudy. Když Pipin 16. prosince 714 v Jupille ve věku 79 let zemřel, jeho vnuci se prostřednictvím Plektrudy prohlásili skutečné nástupce a s pomocí Plektrudy se snažili po Pipinově smrti udržet úřady majordomů královských paláců. Karel Martel, syn Pipina a Alpaidy si však získal přízeň autrasijských obyvatel, především pro svou vojenskou zdatnost a schopnost dobře je zásobovat kořistí ze svých výbojů. I přes odpor Plektudy a jejích stoupenců se po občanské válce, která po Pipinově smrti trvala více než tři roky stal jediným majordomem královského paláce a de facto vládcem Franské říše.